# Stenotheciopsis serrula
Stenotheciopsis serrula är en bladmossart som beskrevs av Fleischer 1923. Stenotheciopsis serrula ingår i släktet Stenotheciopsis och familjen Hypnaceae. Inga underarter finns listade i Catalogue of Life.